# Mani (Volk)
Die Mani, auch Maniq, sind eine kleine ethnische Gruppe im Süden Thailands, die sich durch ihre geringe Körpergröße, krauses Haar und dunklere Hautfarbe von der Mehrheitsbevölkerung unterscheidet. Sie zählen wie die Semang im nahegelegenen Malaysia zu den als „Negritos“ bezeichneten Gruppen. Ihre Sprache ist Tonga (auch Mos genannt), eine Mon-Khmer-Sprache. Ihre Anzahl lag gemäß einer Schätzung bei etwa 500 Personen.
Sie leben traditionell als Jäger und Sammler hauptsächlich in zwei Gebieten in den südthailändischen Provinzen Trang und Satun. Daneben leben einige Mani heute auch in weiteren Gebieten Südthailands. 